# Diprion koreanus
Diprion koreanus is een insect uit de familie van de dennenbladwespen (Diprionidae). Dit soort is het enige soort uit het geslacht Diprion dat zich als larve voed larix. Het soort komt voor in Korea.

## Synoniemen
- Diprion koreana
- Gilpinia coreana
- Gilpinia koreana